# Tintins äventyrsklubb
Tintins äventyrsklubb var en bokklubb med seriealbum vars utgivning pågick från 1984 till 1994.

## Utgivning
Klubben drevs av förlaget Nordisk bok, och gav månadsvis ut seriealbum från Bonnierförlagens serieförlag - främst Carlsen if/Carlsen Comics, men också Bonniers Juniorförlag och Semic Press. 
Majoriteten av klubbens utgivning var fransk-belgiska serier. Bland dess titlar märks framför allt Juniorförlagets Lucky Luke och Carlsens Tintin, Spirou, Starke Staffan, Marsupilami, Gaston, Johan och Pellevin, Johan, Lotta och Jocko och Bert. Dessutom gavs ett album vardera ut av Carlsens Blårockarna, Den unge Spirou, och katten Gustaf, samt Semics Stålmannen och Tom och Jerry. Därutöver gav man ut två album om Johan och Stefan - en serie som inte nått den svenska marknaden genom något bokförlag.

## Identifiering
Klubbens utgåvor är identiska med förlagsutgåvorna till innehåll och översättning, men omslagen är i vissa fall annorlunda. Vidare är förlagsetiketterna "Carlsen Comics", "Bonniers Juniorförlag" och "Semic Press" utbytta mot "Tintins äventyrsklubb", och förlagsutgåvornas numrering bortredigerad från klubbens utgåvor. Istället har klubbens utgivning, undantagit de tidigaste utgåvorna, en egen löpande numrering, enligt modellen T-###: till exempel har Spirou-albumet "Högt spel i Bretzelburg" nummer T-010, och det följdes av Lucky Luke-albumet "Ömfotingen", med nummer T-011. Några gånger/år gavs två album ut samma månad, vilket noterades med "a" resp "b"; till exempel har Johan och Stefan-albumet "Den stora villervallan" nummer T-057b. 
Värt att notera är också att Lucky Luke-albumet "Trollkarlen", T-089, följdes av Marsupilami-albumet "Den äldste marsupilami", med numreringen T-004. Efterföljande album har därför dubbel numrering, till exempel så ges Lucky Luke-albumet "Ratata på spåret" nummer T-024/110 - nedan anges dock bara numret för den ursprungliga kronologin.
Flertalet Tintin-album hann komma ut två gånger under bokklubbens levnad, och finns sålunda i två utgåvor, identiska sånär som på numreringen. Utöver Tintin återtrycktes inga av klubbens album.
Vid klubbens nedläggning hade man gett ut ca 140 album, inklusive de dubbla utgåvorna av Tintin.

## Titlar
Notera att baksidestexterna på Spirou-albumet "Noshörningens horn" felaktigt anger att albumen "Vrakmysteriet" och "Jag marsupilami" blivit utgivna i klubben.
T-kolumnen anger klubbens löpande numrering (återfinns på respektive albums baksida), medan #-kolumnen anger den numrering som albumet har i Carlsen/ifs och Bonniers Juniorförlags originalutgivning. Observera att Tom och Jerry är nummer T-043 på baksidan.
| T    | Titel                             | Serie                | År   | Nr            |
| ---- | --------------------------------- | -------------------- | ---- | ------------- |
| 001  | Tintin i Tibet                    | Tintin               | 1984 | 9             |
| 002  | Kulor, krut och en kamera         | Blårockarna          | 1984 | 1             |
| 003  | Kalabalik på kontoret             | Gaston               | 1984 | 4             |
| 004  | Den stora champinjonjakten        | Spirou               | 1984 | 17            |
| 005  | Den mystiska stjärnan             | Tintin               | 1984 | 1             |
| 006  | Diligensen                        | Lucky Luke           | 1984 | 1             |
| 007  | Fiffighetsfantomen                | Gaston               | 1984 | 11            |
| 008  | Det mystiska klostret             | Spirou               | 1984 | 18            |
| 009  | Krabban med guldklorna            | Tintin               | 1984 | 17            |
| 010  | Högt spel i Bretzelburg           | Spirou               | 1985 | 1             |
| 011  | Ömfotingen                        | Lucky Luke           | 1985 | 2             |
| 012  | Katastrofernas konung             | Gaston               | 1985 | 6             |
| 013  | Den svarta ön                     | Tintin               | 1985 | 15            |
| 014  | Noshörningens horn                | Spirou               | 1985 | 8             |
| 015  | Dalton City                       | Lucky Luke           | 1985 | 3             |
| 016  | De röda taxibilarna               | Starke Staffan       | 1985 | 1             |
| 017  | Det hemliga vapnet                | Tintin               | 1985 | 10            |
| 018  | Den svarta pilen                  | Johan och Pellevin   | 1985 | 3             |
| 019  | Jesse James                       | Lucky Luke           | 1985 | 4             |
| 020  | Tant Adolfina                     | Starke Staffan       | 1985 | 2             |
| 021a | Månen tur och retur (del 1)       | Tintin               | 1985 | 7             |
| 021b | Månen tur och retur (del 2)       | Tintin               | 1985 | 8             |
| 022  | Billy the Kid                     | Lucky Luke           | 1986 | 7             |
| 023  | Vilden i Klippiga skogen          | Johan och Pellevin   | 1986 | 1             |
| 024  | Lady Olfina                       | Starke Staffan       | 1986 | 6             |
| 025  | Kung Ottokars spira               | Tintin               | 1986 | 2             |
| 026  | S/S Manitoba svarar inte          | Johan, Lotta & Jocko | 1986 | 1             |
| 027  | Bröderna Dalton får en chans      | Lucky Luke           | 1986 | 8             |
| 028  | Karamakos utbrott                 | Johan, Lotta & Jocko | 1986 | 2             |
| 029  | Trollkarlen i Champignac          | Spirou               | 1986 | 16            |
| 030  | Fången på Montresor               | Johan och Pellevin   | 1986 | 2             |
| 031  | Skumt spel i Texas                | Lucky Luke           | 1986 | 24            |
| 032  | Spirou och arvingarna             | Spirou               | 1986 | 7             |
| 033a | Apacheklyftan                     | Lucky Luke           | 1986 | 5             |
| 033b | Faraos cigarrer                   | Tintin               | 1986 | 5             |
| 033c | Enhörningens hemlighet            | Tintin               | 1986 | 11            |
| 033d | Rackham den Rödes skatt           | Tintin               | 1986 | 12            |
| 034  | Kobrornas dal                     | Johan, Lotta & Jocko | 1987 | 5             |
| 035  | Bröderna Dalton jagar ett arv     | Lucky Luke           | 1987 | 15            |
| 036  | Marsupilami blir kidnappad        | Spirou               | 1987 | 20            |
| 037  | Blå lotus                         | Tintin               | 1987 | 21            |
| 038  | Ärkefiender                       | Lucky Luke           | 1987 | 31            |
| 039  | Gudarnas källa                    | Johan och Pellevin   | 1987 | 10            |
| 040  | Den hemliga väskan                | Starke Staffan       | 1987 | 3             |
| 041  | Koks i lasten                     | Tintin               | 1987 | 13            |
| 042  | Bekymmer i Omaha                  | Lucky Luke           | 1987 | 23            |
| 043  | Diktatorn och champinjonen        | Spirou               | 1987 | 9             |
| 044  | De sju kristallkulorna            | Tintin               | 1987 | 3             |
| 045a | Solens tempel                     | Tintin               | 1987 | 4             |
| 045b | Bröderna Dalton i blåsväder       | Lucky Luke           | 1987 | 25            |
| 046  | Cirkus Bodoni                     | Starke Staffan       | 1988 | 4             |
| 047  | Familjen marsupilami              | Spirou               | 1988 | 10            |
| 048  | Bröderna Dalton blir kidnappade   | Lucky Luke           | 1988 | 9             |
| 049  | Tintin hos gerillan               | Tintin               | 1988 | 23            |
| 050  | Direktör Pumps testamente         | Johan, Lotta & Jocko | 1988 | 3             |
| 051a | Tystnadens pirater                | Spirou               | 1988 | 12            |
| 051b | Domaren – Lagen väster om Pecos   | Lucky Luke           | 1988 | 16            |
| 052  | Destination New York              | Johan, Lotta & Jocko | 1988 | 4             |
| 053  | Det svarta guldet                 | Tintin               | 1988 | 6             |
| 054  | Oljeligan                         | Lucky Luke           | 1988 | 21            |
| 055  | Månstenen                         | Johan och Pellevin   | 1988 | 11            |
| 056  | Jakten på marsupilami             | Marsupilami          | 1988 | 1             |
| 057a | Castafiores juveler               | Tintin               | 1988 | 14            |
| 057b | Den stora villervallan            | Johan och Stefan     | 1988 | 1             |
| 058  | Den sjungande tråden              | Lucky Luke           | 1989 | 35            |
| 059  | Amulettens hemlighet              | Spirou               | 1989 | 22            |
| 060  | Slottet vid de sju källorna       | Johan och Pellevin   | 1989 | 6             |
| 061  | Plan 714 till Sydney              | Tintin               | 1989 | 16            |
| 062  | Det falska ansiktet               | Spirou               | 1989 | 11            |
| 063a | Bröderna Daltons skatt            | Lucky Luke           | 1989 | 41            |
| 063b | Marsupilamis hittebarn            | Marsupilami          | 1989 | 2             |
| 064  | Vikingarnas ed                    | Johan och Pellevin   | 1989 | 9             |
| 065  | Det sönderslagna örat             | Tintin               | 1989 | 18            |
| 066  | Bröderna Daltons första fall      | Lucky Luke           | 1989 | 30            |
| 067  | Spirou och rymdvarelserna         | Spirou               | 1989 | 25            |
| 068  | Drottning Thias cigariller        | Johan och Stefan     | 1989 | 2             |
| 069a | Tintin i Amerika                  | Tintin               | 1989 | 19            |
| 069b | Spökstaden                        | Lucky Luke           | 1989 | 20            |
| 070  | Fetischen                         | Starke Staffan       | 1990 | 7             |
| 071  | Raffel med Zafir                  | Spirou               | 1990 | 15            |
| 072  | Bröderna Dalton på krigsstigen    | Lucky Luke           | 1990 | 32            |
| 073  | Tintin och hajsjön                | Tintin               | 1990 | 20            |
| 074  | Den förtrollade flöjten           | Johan och Pellevin   | 1990 | 4             |
| 075a | Den svarta marsupilami            | Marsupilami          | 1990 | 3             |
| 075b | De obotliga bröderna Dalton       | Lucky Luke           | 1990 | 29            |
| 076  | Besökaren från urtiden            | Spirou               | 1990 | 14            |
| 077  | Starke Staffans tolv storverk     | Starke Staffan       | 1990 | 5             |
| 078  | Bröderna Dalton maskerar sig      | Lucky Luke           | 1990 | 12            |
| 079  | Den förtrollade hunden            | Johan och Pellevin   | 1990 | 5             |
| 080  | Buddhas fånge                     | Spirou               | 1990 | 6             |
| 081a | Tintin i Tibet                    | Tintin               | 1990 | 9             |
| 081b | Eskort västerut                   | Lucky Luke           | 1990 | 22            |
| 082  | Marsupilami och kaktuskrisen      | Marsupilami          | 1991 | 4             |
| 083  | Den enarmade banditen             | Lucky Luke           | 1991 | 44            |
| 084a | Månen tur och retur (del 1)       | Tintin               | 1991 | 7             |
| 084b | Månen tur och retur (del 2)       | Tintin               | 1991 | 8             |
| 085  | Det glömda landet                 | Johan och Pellevin   | 1991 | 7             |
| 086  | Gorillan och guldgruvan           | Spirou               | 1991 | 13            |
| 087a | Billy the Kid får eskort          | Lucky Luke           | 1991 | 11            |
| 087b | Den jättehäftige dårfinken        | Gaston               | 1991 | 5             |
| 088  | Z som i Zafir                     | Spirou               | 1991 | 2             |
| 089  | Trollkarlen                       | Lucky Luke           | 1991 | 50            |
| 090  | Den äldste marsupilami            | Marsupilami          | 1991 | 5             |
| 091  | Enhörningens hemlighet            | Tintin               | 1991 | 11            |
| 092  | Stålmannen mot leksaksmannen      | Stålmannen           | 1991 | Julalbum 1986 |
| 093a | Rackham den Rödes skatt           | Tintin               | 1991 | 12            |
| 093b | Angivaren                         | Lucky Luke           | 1991 | 17            |
| 094  | Spirou i New York                 | Spirou               | 1992 | 35            |
| 095  | Kavalleriet kommer                | Lucky Luke           | 1992 | 27            |
| 096  | Den mystiska stjärnan             | Tintin               | 1992 | 1             |
| 097  | Spökranchen och andra äventyr     | Lucky Luke           | 1992 | 54            |
| 098  | Marsupilami och den glömda staden | Marsupilami          | 1992 | 6             |
| 099a | Krabban med guldklorna            | Tintin               | 1992 | 17            |
| 099b | Bröderna Dalton på rymmen         | Lucky Luke           | 1992 | 13            |
| 100  | Virusmysteriet                    | Spirou               | 1992 | 28            |
| 101  | Cirkus Vilda Västern              | Lucky Luke           | 1992 | 6             |
| 102  | Det hemliga vapnet                | Tintin               | 1992 | 10            |
| 103  | Charmör på danshumör              | Bert                 | 1992 | 1             |
| 104  | Expeditionen som försvann         | Spirou               | 1992 | 36            |
| 105a | Den svarta ön                     | Tintin               | 1992 | 15            |
| 105b | Kejsaren av Amerika               | Lucky Luke           | 1992 | 26            |
| 106  | Dårarnas dal                      | Spirou               | 1993 | 37            |
| 107  | Farliga fakta                     | Lucky Luke           | 1993 | 52            |
| 108a | Kung Ottokars spira               | Tintin               | 1993 | 2             |
| 108b | Kär och galen                     | Tom och Jerry        | 1993 | Julalbum 1988 |
| 109  | B som i busfrö                    | Den unge Spirou      | 1993 | 1             |
| 110  | Ratata på spåret                  | Lucky Luke           | 1993 | 18            |
| 111a | Faraos cigarrer                   | Tintin               | 1993 | 5             |
| 111b | Spirou och tyrannen               | Spirou               | 1993 | 26            |
| 112  | Den stora kuppen                  | Spirou               | 1993 | 27            |
| 113  | Vägen till Oklahoma               | Lucky Luke           | 1993 | 28            |
| 114  | Blå lotus                         | Tintin               | 1993 | 21            |
| 115  | Trubadur på flörtartur            | Bert                 | 1993 | 2             |
| 116  | Marsupilami och guldfloden        | Marsupilami          | 1993 | 7             |
| 117a | Gustafs stora skrattbok           | Gustaf               | 1993 | 2             |
| 117b | Ratata – Kavalleriets maskot      | Lucky Luke           | 1993 | 56            |
| 118  | Spirou i Australien               | Spirou               | 1994 | 29            |
| 119  | Det svarta guldet                 | Tintin               | 1994 | 6             |
| 123a | Tintin hos gerillan               | Tintin               | 1994 | 23            |
| 123b | Kampen på prärien                 | Lucky Luke           | 1994 | 14            |